# Живот је леп док си млад
Живот је леп док си млад је дебитантски албум српске фолк певачице Наде Топчагић, издат након неколико плоча са сингловима. Албум је објављен 1979. године за ПГП РТБ. Све песме написао је Предраг Вуковић Вукас, осим песме Снијег пада на бехар, на воће, која је изворна народна песма. Први тираж албума је био у 10 хиљада примерака, а албум је снимљен уз ансамбл Драгана Александрића.

## Списак песама
| №   | Назив                         | Трајање |  |
| 1.  | Последње зрно злата           | 5:23    |  |
| 2.  | Растанак под липом            | 3:48    |  |
| 3.  | Једна срећа сад се гаси       | 5:48    |  |
| 4.  | Живот је леп док си млад      | 3:55    |  |
| 5.  | Снијег пада на бехар, на воће | 4:16    |  |
| 6.  | Османе, Османе                | 3:00    |  |
| 7.  | Вече на Сави                  | 3:39    |  |
| 8.  | Опијаш ме, опијаш ме          | 4:41    |  |
| 9.  | Заклањаш ми сунце             | 4:18    |  |
| 10. | Хвала ти љубави               | 5:00    |  |